# Вельонча-Кольонія
Вельонча-Кольонія (пол. Wielącza-Kolonia) — село в Польщі, у гміні Щебрешин Замойського повіту Люблінського воєводства.
Населення — 546 осіб (2011).
У 1975-1998 роках село належало до Замойського воєводства.

## Демографія
Демографічна структура станом на 31 березня 2011 року:
|          | Загалом | Допрацездатний вік | Працездатний вік | Постпрацездатний вік |
| -------- | ------- | ------------------ | ---------------- | -------------------- |
| Чоловіки | 266     | 53                 | 185              | 28                   |
| Жінки    | 280     | 56                 | 149              | 75                   |
| Разом    | 546     | 109                | 334              | 103                  |